# Auditeur (Militär)

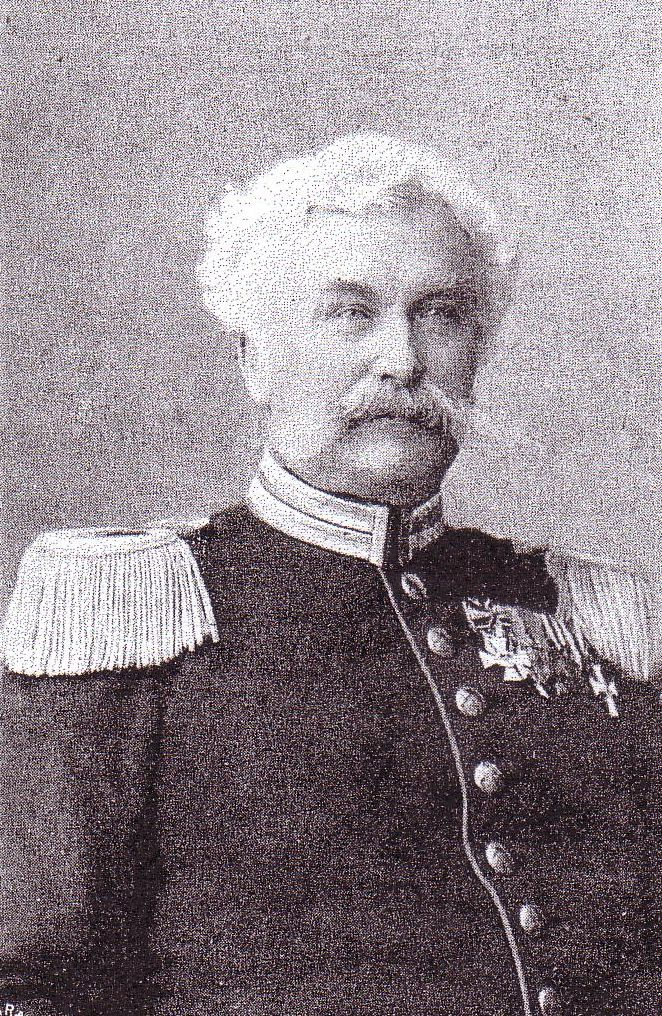
Karl Liebisch, Ober- und Korps-Auditeur

Auditeure  waren Angehörige der Militärjustiz.

## Deutschland
Zuerst in Gustav Adolfs Kriegsrecht genannt, hatten die Militärjustizbeamten im Heiligen Römischen Reich die stand- und kriegsgerichtlichen Untersuchungen zu führen, bei Stand- und Kriegsgerichten als Ankläger, Strafverteidiger oder Richter zu fungieren und überhaupt als juristischer Beirat der Militärbefehlshaber zu dienen.
In Sachsen-Hildburghausen wurde im Verlauf der Errichtung der fürstlichen Garden erstmals im Jahr 1718 ein Auditeur angestellt.
Es gab Garnisons-, Divisions-, Korps-, Feld- und Gouvernements-Auditeure. Otto von Oehlschläger war General-Auditeur der Preußischen Armee und der Kaiserlichen Marine, bevor er der zweite Präsident des Reichsgerichts wurde. Ferdinand Perels war Auditeur der Kaiserlichen Admiralität.
Ab 1900 hießen die Auditeure Kriegsgerichtsrat und Oberkriegsgerichtsrat. Richterlicher Militärjustizbeamter konnte nach dem Reichs-Militärgesetz § 7, Abs. 1 vom 2. Mai 1874 nur werden, wer die Befähigung zum Richteramt in einem der deutschen Bundesstaaten erworben hatte.

## Österreich-Ungarn
In den Österreichisch-Ungarischen Streitkräften lautete die Bezeichnung Auditor mit dem vorangestellten Dienstgrad. (z. B. Oberstleutnant-Auditor)

## Schweiz
In der Schweizerischen Militärjustiz tragen die Staatsanwälte nach dem Militärprozss (MStP) die Funktionsbezeichnung Auditor (Art. 4 Satz 1 lit. e, Art. 4b MStP).

## Auditeure und Literatur
Christian Dietrich Grabbe, der Dramatiker des Vormärz, war acht Jahre Auditeur in Detmold.
Die Affäre um Adolf Hofrichter 1909 in Wien nahm Maria Fagyas zur Vorlage für ihren verfilmten Roman Der Leutnant und sein Richter (New York 1970). Eine zentrale Figur ist der Hauptmann-Auditor Kunze.